# عبد المنعم كامل
عبد المنعم كامل (21 فبراير 1947 - 25 فبراير 2013) هو راقص باليه ورئيس دار الأوبرا مصري.

## حياته ونشأته
ولد عبد المنعم عبد الوهاب كامل، في 21 فبراير عام 1947 بالقاهرة، وحصل على العديد من الشهادات العلمية بدأها بشهادة إتمام دراسة فن الباليه وفروعه من المعهد العالي للباليه بالقاهرة وبكالوريوس المعهد العالي للباليه بالقاهرة عام 1969، وبعدها أصقل دراسة الفن، عندما حصل على بكالوريوس التجارة من جامعة القاهرة عام 1969 قسم إدارة أعمال ونال درجة الدكتوراه في الفنون موسكو 1979، كما حصل على شهادة التعمق في الدراسة العملية للبالية من مسرح الاسكالا بميلانو عام 1980. أثناء فترة دارسته تمكن من إجادة أربع لغات هي الإنجليزية والروسية والإيطالية والفرنسية، وساهمت إجادته لهذه اللغات بجانب خبراته الفنية بشكل كبير في التعرف على ثقافات العالم وانتقاء الجيد منها ليتعرف عليها الشعب المصري.

## مسيرته[3]
عمل عبد المنعم كامل كعارض بالية محترف وفنان زائر على أكبر وأعرق مسارح العالم منها مسارح البولشوى "موسكو"، روسيا 1971، كيروف ليننجراد سان بيتربورج روسيا 1971 "طشقند" أوزباكستان 1972 وفنان زائر بمسرح نوفوسبرسيك روسيا 1972 صوفيا بلغاريا 1974 بلجراد يوغسلافيا 1974، وطوكيو 1975. قام بالتدريب والأداء العملي كراقص في مسرح البولشوي بموسكو لمدة 11 شهراً من عام 1978 إلى 1979، وعمل أيضاً راقص لمدة عامين في مسرح (لاسكالا) ميلانو إيطاليا من عام 1979، وحتى عام 1981، وعمل راقص سوليست بالإضافة إلى دراسته العملية في رقصات الباليه في نفس المسرح، وفي 1982 عمل راقص لمدة عام في مسرح ماراكايبو القومي ومسرح كراكاس في فنزويلا. وتعددت خبرات الدكتور عبد المنعم كامل ما بين عمله كعارض بالية ومصمم رقصات ومخرج داخل مصر، فقد ظل السوليست الأول لمدة أربعة وعشرون عاماً من عام 1967 إلى 1991 حيث قام بالأدوار الأولى في باليهات نافورة باختشي سراي جيزيل كسارة البندق وهامليت دافنيس وكلويه شهرزاد ودون كيشوت وبحيرة البجع كارمن سويت والنيل وكارمينا بورانا كما قام بتقديم برنامج "فن البالية" من سنة 1975 حتى 1979 ويعد أول برنامج متخصص في فنون الأوبرا ثم قام بإعادة تقديم نفس البرنامج مرة أخرى بعد أن توقف لفترة ليعيد تقديمه عام 1999، وحتى عام 2004. شارك في العديد من المسابقات العالمية للبالية، وحصد العديد من الجوائز والمراكز المتقدمة منها "مسابقة موسكو الدولية الثامنة عام 1973 في "روسيا" ومسابقة فارنا الدولية عام 1974 في "بلغاريا" ومسابقة طوكيو الأولى الدولية عام 1975" كضيف شرف في الحفل الختامي " اليابان ـ طوكيو الثانية الدولية عام 1977، وحاز على شهادة تقدير، واشترك كرئيس وفد ومدرب أول للمتسابقين المصريين في مسابقات الباليه الدولية منها جاكسون مسيسبي الثالثة عام 1983 "أمريكا"، ومسابقة نيويورك الأولى عام 1984" أمريكا"، مسابقة موسكو الخامسة عام 1985 "روسيا"، مسابقة ناجويا الثانية عام 1994"اليابان". وقام بتصميم وإعادة إخراج 31 عملا فنيا ضخم منها 19 في مجال البالية و12 من الأوبرات العالمية، أشرف على العديد من الرسائل العلمية التي تنوعت ما بين الماجستير والدكتوراه في مجال الفن والبالية، والتي تناولت العديد من الموضوعات الهامة منذ عام 1982. أخرج العرض العالمي لأوبرا عايدة الهرم، عدة إعوام 1998، 1999،2002 ليعد أول مخرج مصري يقوم بتقديم هذه الأوبرا ذات الإنتاج الضخم. قام بإخراج أوبرا عايدة على مسرح باشكير القومي بأوفا في نوفمبر 2003، تصميم وإخراج رائعة صلاح جاهين أوبريت الليلة الكبيرة برؤية فنية جديدة، حفل اليوبيل الذهبي لإحتفالات يوليو المقام على المسرح الكبير بدار الأوبرا في يوليو 2002، إخراج احتفالات وزارة الثقافة بأعياد أكتوبر 2001- قام بإخراج عروض أوبرا عايدة التي أقيمت بالعاصمة الصينية بكين ضمن فعاليات دورة الألعاب الأوليمبية عام 2008. كرمه الرئيس جمال عبد الناصر بمناسبة الاحتفال بإنشاء فرقة الباليه المصرية في 5 ديسمبر 1966، ونال لقب "فارس" من رئيس جمهورية إيطاليا السيد "كارلو تشامبي" عام 2003 تقديرا للتعاون الثقافي بين دار الأوبرا وإيطاليا. وحصل على درع الأوسكار الفضى من مهرجان وادى المعابد بمدينة أجريشينكو في إيطاليا عام 2004، ووسام "فارس" في الفنون والاداب من وزارة الثقافة والاتصالات الفرنسية عام 2007، وسام " ضابط كبير" من السفارة الايطالية، وجائزة الدولة للتفوق في الفنون لعام 2007، حصل على ميدالية الوردة البيضاء من رئيسة جمهورية فنلندا عام 2009، وكرم من رئيس الوزاراء الصينى عام 2010، كرم من سفارة السودان بالقاهرة عام 2010، ومن إدارة أوبرا المترو بوليتان الأمريكية عام 2012. وترأس قسم التصميم والإخراج بالمعهد العالي للباليه بأكاديمية الفنون أعوام 89،1991,90، ورئيس اللجنة العلمية الدائمة لترقية الأساتذة المساعدين بقسم تصميم وإخراج الباليه منذ 2002 حتى 2005، مديرا فنيا لفرقة باليه أوبرا القاهرة من عام 1983 حتى 2005، رئيس البيت الفني للموسيقى والأوبرا والباليه من عام 1998 حتى 2004 ومستشارًا فنياً لرئيس الأوبرا. تم تعيينه رئيس مجلس إدارة الهيئة العامة للمركز الثقافي القومي بدار الأوبرا المصرية منذ أغسطس 2004 حتى 21 فبراير 2012، واستطاع لدى رئاسته لدار الأوبرا استقطاب أعظم الفرق العالمية من مختلف دول العالم لتقدم عروضها على مسرحي الأوبرا بالقاهرة والإسكندرية كما استطاع كامل أن ينمي موارد الأوبرا المالية وتوسع في عدد الحفلات وخاصة العروض الأجنبية التي تهدف إلى الالتقاء بثقافات الآخرين.

## وفاته[4][5]
توفي الفنان عبد المنعم كامل أحد رواد فن الباليه في مصر والرئيس السابق لدار الاوبرا المصرية عن 66 عاما بعد أصابته بأزمة قلبية في مدينة الإسكندرية الساحلية

## أعماله
- قفص الحريم (1986
- أرجوك أعطني هذا الدواء(1984)
- الحب تحت المطر (1975)
- لعبة السلطان (1986) مصمم رقصات
- ألف ليلة وليلة (1984) تصميم رقصات
- الحصان الطائر تصميم رقصات